# Eggisried
Eggisried ist ein Ortsteil des oberschwäbischen Marktes Ottobeuren, Landkreis Unterallgäu.

## Geografie
Der Weiler Eggisried liegt etwa drei Kilometer nördlich von Ottobeuren. Der Ort ist über eine Landstraße mit dem Hauptort verbunden.

## Geschichte
Eggisried wurde erstmals 1488 urkundlich erwähnt. Der Bereich um Eggisried wurde bereits während des Epipaläolithikums besiedelt. Bei Ausgrabungen im Jahre 1939 wurde ein Hornsteinmesser gefunden. Als befestigter Klosterhof wurde der Maierhof 1502 bezeichnet. Die Einwohnerzahl schwankte über die Jahrhunderte. So lebten 1564 67 Personen im Ort, 1811 wohnten 22 Personen in 3 Anwesen. 1970 erhöhte sich die Einwohnerzahl auf 45. Im 17./18. Jahrhundert wurde die St.-Leonhard-Kapelle erbaut. Diese ziert die Skulptur eines Christophorus.
Die Erich-Schickling-Stiftung erinnert in Bildern und Glasfenstern an den 1924 in Pickau (heute Tschechien) geborenen und 2012 im Ort verstorbenen Künstler Erich Schickling.